# Against Me! Is Reinventing Axl Rose
Against Me! Is Reinventing Axl Rose is het debuutalbum van de Amerikaanse punkband Against Me! en is uitgegeven in maart 2002 door No Idea Records, waarmee het de eerste uitgave van Against Me! bij dit label was. Het was tevens het eerste album van de band waarop elektrische gitaar samen met drums en basgitaar op te horen is. De vorige albums waren akoestisch, of er werd alleen gebruik gemaakt van basgitaar en akoestische gitaar. Het album is geproduceerd door Rob McGregor, die ook het Against Me! as the Eternal Cowboy uit 2003 zou produceren. De titel van het album verwijst naar Guns N' Roses-zanger Axl Rose.
In september 2019 werd het album heruitgegeven door Fat Wreck Chords.

## Nummers
1. "Pints of Guinness Make You Strong" - 2:40
2. "The Politics of Starving" - 3:06
3. "We Laugh at Danger (And Break All the Rules)" - 3:17
4. "I Still Love You Julie" - 3:12
5. "Scream It Until You're Coughing up Blood" - 2:29
6. "Jordan's 1st Choice" - 2:08
7. "Those Anarcho Punks Are Mysterious..." - 2:24
8. "Reinventing Axl Rose" - 2:25
9. "Baby, I'm an Anarchist!" - 2:40
10. "Walking Is Still Honest" - 2:37
11. "8 Full Hours of Sleep" - 4:00

## Band
- Laura Jane Grace - gitaar, zang
- James Bowman - gitaar, achtergrondzang
- Dustin Fridkin - basgitaar, achtergrondzang
- Warren Oakes - drums